# Limanske (Izmaíl)
Lymanske (ucraniano: Лиманське; hasta 1948: Frecăţei) es un pueblo (selo) del raión de Izmail en la óblast de Odesa del suroeste de Ucrania.

## Historia
La ciudad de Lymanske era parte de la región, desde sus inicios, del distrito histórico de Budjak (en el sur de Besarabia) del Principado de Moldavia, siendo la mayoría de su población moldava.
En el siglo XIX, según el censo realizado por las autoridades zaristas en 1817, Lymanske era parte del condado de Izmail.
Tras el Tratado de París de 1856, que concluyó la Guerra de Crimea, Rusia devolvió a Moldavia una franja de tierra al suroeste de Besarabia (conocida como Cahul, Bolgrad e Izmail). Después de las pérdiads territoriales, Rusia no ha tenido acceso hasta el río Danubi. Después de la unificación de Moldavia y Rumania en 1859, este territorio formó parte del nuevo estado de Rumania (hasta 1866 llamada "Principados Unidos de Valaquia y Moldavia". Tras el Tratado de Paz de Berlín de 1878 luego de la finalización de la Guerra Ruso-Turca (1877-1878), Rumania se vio obligado a ceder el territorio de Rusia.
Después de la unificación de Besarabia con Rumania el 27 de marzo de 1918, Lymanske formó parte de Rumania en el condado de Reni Izmail. Para entonces, la mayoría de la población era rumana. El censo de 1930 mostró que de los 2632 habitantes de la aldea, 2.571 eran rumanos (97,68%), 34 eran rusos (1,29%), 19 eran búlgaros (0,72%), 3 eran de Gagauz, 2 eran polacos, dos eran turcos.
Tras el Pacto Ribbentrop-Molotov (1939), Besarabia, Bucovina del norte y Herta fueron anexados a la Unión Soviética el 28 de junio de 1940. Después de que Besarabia fue ocupada por los soviéticos, Besarabia se rompió en tres partes. Así, el 2 de agosto de 1940, la República Socialista Soviética de Moldavia se formó, y el sur (condados de Rumania: Izmail y White Castle) y norte (Condado Hotin) de Besarabia y el norte de Bucovina y Herta fueron reasignados a la RSS de Ucrania. El 7 de agosto de 1940, el óblast de Izmail fue creado, formado por los territorios en el sur de Besarabia y fueron reasignados a la RSS de Ucrania.
Durante 1941 a 1944, todos los territorios anexos anteriormente a Rumanía estaban de vuelta en la Unión Soviética. Luego, los tres territorios se han vuelto a ocupar por la Unión Soviética en 1944, acabando en su incorporación de la RSS de Ucrania, bajo la organización territorial presentada después de la anexión por Stalin en 1940, cuando Besarabia se rompió en tres partes.
En 1947, las autoridades soviéticas cambiaron el nombre oficial del pueblo de Frecăţei a Lymanske. En 1954, el óblast de Izmail fue cerrada, y las localidades se han incluido en el óblast de Odesa.
Desde 1991, el pueblo es parte del Raión de Reni de la Ucrania independiente en la óblast de Odesa. En la actualidad, el pueblo tiene 3302 habitantes, sobre todo moldavos.